# Đorđe Majstorović
Đorđe Majstorović (in serbo Ђорђе Мајсторовић?; Čačak, 13 marzo 1990) è un cestista serbo.

## Palmarès
- Coppa di Macedonia: 1

MZT Skopje: 2018